# Le Quesnoy-en-Artois
Le Quesnoy-en-Artois is een gemeente in het Franse departement Pas-de-Calais (regio Hauts-de-France) en telt 332 inwoners (1999). De plaats maakt deel uit van het arrondissement Montreuil.

## Geografie
De oppervlakte van Le Quesnoy-en-Artois bedraagt 8,0 km², de bevolkingsdichtheid is 41,5 inwoners per km².
De onderstaande kaart toont de ligging van Le Quesnoy-en-Artois met de belangrijkste infrastructuur en aangrenzende gemeenten.

## Demografie
Onderstaande figuur toont het verloop van het inwonertal (bron: INSEE-tellingen).